# Пушкин (град)
Пушкин (рус. Пушкин; до 1917. Царскоје Село (Царское Село), 1917–1918. Солдатскоје Село (Солдатское Село), 1918–1937. Дјетскоје Село (Детское Село)) је град у северозападној Русији који спада под административни округ Санкт Петербург, од чијег центра је удаљен 25 km јужним правцем. Град је центар Пушкинског рејона Санкт Петербурга, где живи 92.889 становника према попису од 2010. године. Овдашње палате, и парковски комплекси уписани су у списак Светске баштине Унеска.